# 222 p.n.e.
| [ Edytuj tabelę ] |                                                                         |
| Król Baktrii      | - 230 p.n.e. Eutydemos 200 p.n.e.                                       |
| Król Bitynii      | - 229 p.n.e. Prusjasz I 182 p.n.e.                                      |
| Władca Egiptu     | - 246 p.n.e. Ptolemeusz III 221 p.n.e.                                  |
| Król Ilirii       | - 230 p.n.e. Pinnes 217 p.n.e.                                          |
| Król Kapadocji    | - 230 p.n.e. Ariarates III 220 p.n.e.                                   |
| Król Macedonii    | - 229 p.n.e. Antygon III Doson 221 p.n.e.                               |
| Król Partów       | - 247 p.n.e. Arsakes 217 p.n.e.                                         |
| Władca Pergamonu  | - 241 p.n.e. Attalos I 197 p.n.e.                                       |
| Król Pontu        | - 256 p.n.e. Mitrydates II 220 p.n.e.                                   |
| Władca Seleucydów | - 223 p.n.e. Antioch III Wielki 187 p.n.e.                              |
| Król Sparty       | - 235 p.n.e. Kleomenes III 222 p.n.e. - 227 p.n.e. Euklejdas 221 p.n.e. |
| Tyran Syrakuz     | - 275 p.n.e. Hieron II 215 p.n.e.                                       |

Rok 222 p.n.e.
stulecia: IV wiek p.n.e. ~
III wiek p.n.e. ~
II wiek p.n.e.

lata: 232 p.n.e. «
226 p.n.e. «
225 p.n.e. «
224 p.n.e. «
223 p.n.e. «
222 p.n.e. »
221 p.n.e. »
220 p.n.e. »
219 p.n.e. »
218 p.n.e. »
212 p.n.e.

## Wydarzenia
- Bitwa na wzgórzu Olimp między Macedończykami (zwyciężyli) i Spartanami
- Bitwa pod Clastidium
- Bitwa pod Selasią - zwycięstwo Ligi Achajskiej i Macedonii nad Spartą
- utworzono rzymską prowincję Gallia Cisalpina, która obejmowała Galię Przedalpejską
- Ptolemeusz IV Filopater objął rządy w Egipcie
- w Rzymie przewagę uzyskali Korneliusze Scypioni i Emiliusze

## Zmarli
- Ptolemeusz III, król Egiptu (221 p.n.e.?) (data sporna lub przybliżona) (ur. 284 p.n.e.)